# Patricia Okafor
Patricia Okafor es una deportista nigeriana que compitió en levantamiento de potencia adaptado. Ganó una medalla de oro en los Juegos Paralímpicos de Sídney 2000 en la categoría de –67,5 kg.

## Palmarés internacional
| Juegos Paralímpicos | Juegos Paralímpicos | Juegos Paralímpicos | Juegos Paralímpicos |
| Año                 | Lugar               | Medalla             | Categoría           |
| ------------------- | ------------------- | ------------------- | ------------------- |
| 2000                | Sídney (Australia)  | Medalla de oro      | –67,5 kg            |